# Christine el-Mahdy
Christine el-Mahdy (née Christine Bamford le 31 mai 1950 et morte le 7 février 2008) est une égyptologue britannique.

## Biographie
Selon ses propres dires, Christine El Mahdy a commencé sa carrière dès l'âge de sept ans et a commencé à lire les hiéroglyphes à l'âge de neuf ans. Après avoir terminé ses études secondaires, elle étudie l'égyptologie et la langue copte à Manchester et à Liverpool, et obtient un Bachelor of Arts et un diplôme d'égyptologue. Elle enseigne l'égyptologie en Angleterre et à l'étranger, dirige de nombreuses visites guidées en Égypte, participe à des fouilles et travaille dans les départements égyptiens du Bolton Museum dans le Lancashire et du Liverpool Museum.
Elle a présidé l'association privée « Egyptian Society », qu'elle a fondée en 1988/1989 (les informations à ce sujet varient). Le siège de l'organisation est à Taunton, Somerset, et son objectif est de rapprocher l'égyptologie de tous les étudiants du monde. L'Egyptian Society s'adresse aux étudiants en égyptologie qui souhaitent discuter de leurs théories sous la direction de tuteurs et évaluer des points de vue alternatifs ou tout simplement en apprendre davantage sur l'Égypte antique.
Christine El Mahdy est l'auteur de plusieurs livres de vulgarisation scientifique publiés dans le monde entier, en partie sous le pseudonyme de Christine Hobson. Ont été publiés en allemand : Toutankhamon - Leben und Sterben des jungen Pharao (2000) et Das Geheimnis der Cheops-Pyramide (2005). Dans son livre sur Toutânkhamon, elle ne décrit pas seulement la découverte de la tombe KV62, mais donne également des informations générales sur l'égyptologie et sur le contexte historique qui a conduit à l'accession au trône du jeune roi. Les ouvrages de Cyril Aldred et Carl Nicholas Reeves constituent la base de ses interprétations finales sur la vie et la mort de ce pharaon.

## Publications
- sous le pseudonyme de Christine Hobson, Exploring the World of the Pharaohs: Complete Guide to Ancient Egypt, (Hardcover) Thames & Hudson, Londres, 1987,  (ISBN 0-500-05046-5).
- Mummies, Myth and Magic in Ancient Egypt, Thames & Hudson, Londres, 1991 (Reprint),  (ISBN 0-500-27579-3).
- Tutenchamun – Leben und Sterben des jungen Pharao, Blessing, München, 2000,  (ISBN 3-89667-072-7).
- Das Geheimnis der Cheops-Pyramide, Deutsche Erstausgabe, 1. Auflage, Goldmann, München, 2005,  (ISBN 3-442-15342-5).